# Monopis dicycla
Monopis dicycla är en fjärilsart som beskrevs av Edward Meyrick 1905. Monopis dicycla ingår i släktet Monopis och familjen äkta malar.
Artens utbredningsområde är Sri Lanka. Inga underarter finns listade i Catalogue of Life.